# Chapeau el "Esmirriau"
Chapeau el "Esmirriau" es la sexta historieta de gran extensión de la serie Mortadelo y Filemón, creada por el autor español Francisco Ibáñez.

## Sinopsis
El Súper deja a cargo de Mortadelo y Filemón una moneda antigua y muy valiosa.
Sin embargo al poco de ponerla en la caja fuerte, Chapeau el "Esmirriau", un tipo de corta estatura con un increíble sombrero hongo del que puede salir cualquier cosa, sujeto o animal, la roba.
Mortadelo y Filemón deberán enfrentarse a Chapeau y a su sombrero, que tiene un montón de tretas escondidas en su interior aguardando a los agentes. Logran realizar millones de planes, pero el sombrero o la ineptitud de Mortadelo siempre les cortan los intentos de recuperación. Finalmente Mortadelo le lanza un misil camuflado que el sombrero no detecta, destruyendo el bombín e incapacitando a su propietario, y logrando así recuperar la moneda. 
Al final resulta que la moneda pertenecía al profesor Bacterio, y que solo servía para engañar a una máquina expendedora y comprar tabaco gratis. Filemón, enojado por lo que le había hecho sufrir esa moneda, obliga a Bacterio a "fumarse" un enorme cigarrillo de pólvora, aunque Mortadelo le contiene.
La aventura se publicó seriada en la revista Mortadelo, siendo estos los títulos con los que aparecieron cada uno de los capítulos:
- Contra Chapeau, el “esmirriau”
- Tras la moneda valiosa, se va enredando la cosa
- Tras el caco del sombrero, al galope bullanguero
- Con un chucho amaestrado, ¡hay que ver la que han armado!
- Prosiguen con el perrazo, la gran rifa del tortazo
- El perro les ha fallado, como falla un coche usado
- Al asalto de la casa, con pistolas y con guasa
- Un inventito ideal, para ir al hospital
- La guerra de los sombreros, episodio atroz y fiero
- Una entrevista cordial, en el cuartel general
- Al fin cayó el “esmirriau”, cual gato desde un “tejau”

## En otros medios
- En la película realizada con actores de carne y hueso La gran aventura de Mortadelo y Filemón, destrozan el descapotable de El Súper, algo que ocurre también en la historieta.
- En la segunda película realizada con actores de carne y hueso, Mortadelo y Filemón. Misión: salvar la Tierra, aparece un perro que ataca a cualquiera que lleve sombrero igual que en el cómic (salvo que en la historieta lo amaestró Mortadelo para detener a Chapeau).[3]